# Trombolyse
Trombolyse, Oudgrieks: θρόμβος, thrómbos, prop of klomp, is in de geneeskunde een behandeling waarbij een stolsel in een bloedvat, ontstaan door trombose of embolie, met krachtige middelen wordt opgelost. Hiervoor worden onder andere urokinase, streptokinase en weefselplasminogeenactivator r-TPA gebruikt. Het doel hiervan is het stolsel op te lossen en de normale bloeddoorstroming te herstellen, zodat een infarct in de hersenen, in het hart of een necrose in ander weefsel dat anders op zou kunnen treden, wordt voorkomen of wordt verkleind.
Een neveneffect van de behandeling is dat de patiënt een flink aantal uren geen functionerende bloedstolling heeft, een levensgevaarlijke toestand. Krijgt hij in die tijd een maag- of hersenbloeding dan kan dat fataal zijn. De behandeling mag daarom alleen worden toegepast bij mensen die op dat moment niet actief bloeden of geen verhoogd risico op een bloeding hebben.
Bij hartinfarcten wordt de behandeling al sinds enige decennia, bij herseninfarcten sinds enkele jaren toegepast. Het is voor een succesvolle behandeling van kritisch belang dat de verstopping zo kort mogelijk bestaat: bij hartinfarcten moet uiterlijk binnen vier tot zes uur, bij herseninfarcten binnen 4,5 uur met de behandeling worden begonnen. De beste resultaten worden geboekt bij de kortste tijden, 10 tot 15 minuten. Vooral voor herseninfarcten is dit zo snel dat dit een zeer vlotte samenwerking tussen huisarts, ambulancedienst en ziekenhuis vereist. Een snelle hulpvraag van de kant van de patiënt speelt daarbij ook een belangrijke rol. Indien de omstandigheden dat mogelijk maken kan met een FAST-test worden bepaald, dat iemand ten gevolge van trombose een beroerte heeft gehad.
Bij herseninfarcten lijkt het effect gering: wellicht 1 op 20 patiënten komt in aanmerking, bij nog veel minder is een duidelijk effect te verwachten. Bij hartinfarcten is de kans op succes wat hoger, omdat hartweefsel wat langer zonder bloeddoorstroming kan alvorens er onherstelbare schade optreedt. 

## Websites
- Trombosestichting Nederland
- Federatie van Nederlandse Trombosediensten